# Messena nebulosa
Messena nebulosa är en insektsart som beskrevs av Stsl 1863. Messena nebulosa ingår i släktet Messena och familjen Eurybrachidae. Inga underarter finns listade i Catalogue of Life.